# El pocatraça
El pocatraça (Černý Petr) és una pel·lícula txecoslovaca en blanc i negre dirigida per Miloš Forman, estrenada el 1963. Černý Petr és el primer llargmetratge que va dirigir Forman, al qual seguirien Lásky jedné plavovlásky (1966), Hoří, má panenko (1968) i, ja instal·lat als EUA, Vull volar (1971). Černý Petr és considerada una peça fonamental de la Nova Ona Txecoslovaca i, tal com en molts dels primers films d'aquest moviment, en ella s'hi veu encara una gran influència del director francès François Truffaut. El protagonista de la pel·lícula, Petr, ha sigut sovint comparat amb el personatge cinematogràfic Antoine Doinel de Truffaut.
Ha estat doblada al català.

## Títol de la pel·lícula
En la seva versió original Černý Petr significa literalment Petr el negre. Això no obstant, aquest títol no ha sigut respectat sempre en altres llengües. Per exemple, en la versió anglesa es pot trobar tant Black Peter com també Peter and Pavla. En francès la pel·lícula es coneix com L'As de pique.

## Argument
Petr (Ladislav Jakim) és un adolescent de 17 anys que comença a treballar en un supermercat. La seva tasca consisteix a vigilar discretament els clients de la botiga per tal de dissuadir-los de robar productes. Aquest ofici no entusiasma gens al jove, que no té prou traça per complir la seva missió.
Paral·lelament, a casa, Petr ha d'aguantar els constants retrets i crítiques de la seva família, la qual pretén tenir un control absolut de la vida del seu fill. Petr no té cap ganes de parlar sobre el treball ni de donar explicacions sobre el seu primer amor, Pavla. Amb ella, Petr passa estones a la platja o en balls però la intimitat de la parella és constantment pertorbada per la reivindicada presència de Zdenek i Cenda, dos altres adolescents de Praga.
El rutinari treball de Petr continua seguint el seu avorrit tarannà a la botiga, amb algunes anècdotes intranscendents i la visita inclosa del seu pare que ve expressament per tal de controlar i avaluar el treball del seu fill. Tot d'una, Petr descobreix finalment una persona robant productes. Això no obstant, tal és la seva indiferència i desinterès respecte al seu fastiguejador treball, que Petr decideix no delatar el client.
La pel·lícula acaba mostrant l'absoluta manca de comunicació i entesa entre pares i fill.

## Contextualització
La història comença amb una escena de l'encarregat del supermercat donant instruccions a Petr sobre com fer el seu treball de vigilant per tal que els clients no robin productes. Una tasca poc elegant que deixa ja en evidència els presumptes nobles valors de l'estricte societat comunista de l'època on transcorrerà la història del film. El fet d'haver escollit aquesta professió per al jove Petr, doncs, ja és tota una declaració d'intencions de Forman. Més endavant, amb la direcció de la crítica comèdia El ball dels bombers, Forman tornarà a fer incidència en el robatori i el saqueig com a tema per qüestionar-se i atacar el règim comunista txec.
Per altra banda, amb la figura de Petr i els seus pares el director txec posa patent la diferència generacional existent a la societat txeca, la seva manca de diàleg i l'absoluta incomprensió entre uns i altres. Per una banda, els estrictes pares, comunistes convençuts; per l'altra el desorientat i desaprensiu jove que es confronta per primer cop amb la vida dels adults, un món on no encaixa i que no li ofereix cap mena de motivació ni perspectives.
El brillant final de la pel·lícula ha anat guanyat excel·lència a mesura que han passat els anys: la imatge congelada del pare durant un dels seus discursos, avui dia ens sorprèn i, degut als nous suports tècnics, tendim espontàniament a atribuir a un defecte del DVD. Això no obstant, ens equivoquem. El DVD no està ratllat sinó que amb aquest magistral efecte Forman accentua a l'extrem l'absoluta manca de diàleg, la irreparable diferència generacional. Amb aquest pessimista missatge acaba sobtadament la curta pel·lícula.

## Repartiment
- Ladislav Jakim: Petr
- Pavla Martínková: Aša
- Jan Vostrčil: pare de Petr
- Božena Matušková: mare de Petr
- Pavel Sedláček: Sako
- Vladimír Pucholt: Čenda
- Zdeněk Kulhánek: Kudrnáček
- Jaroslav Bendl: Franta Mára
- Majka Gillarová: Ašina kamarádka
- Jaroslava Rážová: noia
- Dana Urbánková: noia
- František Pražák: amic de Saka

Altres:
- Zuzana Opršalová
- František Kosina
- Josef Koza
- Antonín Pokorn
- Jaroslav Kladrubský
- Františka Skálová